# Jo Jae-hyeon
Jo Jae-hyeon (nascido em 5 de julho de 1938) é um ex-ciclista olímpico sul-coreano. Jae-hyeon representou sua nação nos Jogos Olímpicos de Verão de 1960 na prova corrida em estrada, em Roma.